# Монти-Кармелу (Минас-Жерайс)
Монти-Кармелу (порт. Monte Carmelo) — муниципалитет в Бразилии, входит в штат Минас-Жерайс. Составная часть мезорегиона Триангулу-Минейру-и-Алту-Паранаиба. Входит в экономико-статистический  микрорегион Патросиниу. Население составляет 50 694 человека на 2006 год. Занимает площадь 1353,677 км². Плотность населения — 37,4 чел./км².
Праздник города — 6 октября. 

## История
Город основан в 1840 году.

## Статистика
- Валовой внутренний продукт на 2004 год составляет 320 341 000,00 реалов (данные: Бразильский институт географии и статистики).
- Валовой внутренний продукт на душу населения на 2004 год составляет 6406,69 реалов (данные: Бразильский институт географии и статистики).
- Индекс развития человеческого потенциала на 2000 год составляет 0,768 (данные: Программа развития ООН).

## География
Климат местности: тропический.